# Émission acoustique
L’émission acoustique (EA) est une libération d’énergie sous forme d’ondes élastiques transitoires qui accompagne un processus évolutif.
Le contrôle par émission acoustique est un contrôle non destructif (CND) qui exploite ce phénomène pour suivre les propagations des défauts dans les structures soumises à des contraintes mécaniques, chimiques ou d’un autre type. 
L’émission acoustique peut être utilisée pour détecter un grand nombre de dégradations affectant les matériaux et structures :
- Propagation de fissures (salves discrètes) ;
- Déformation plastique ;
- Corrosion ;
- Fuites (l'émission est alors généralement de type continu).

La principale limitation du contrôle non destructif par émission acoustique découle du fait qu’il s’agit d’une technique passive qui n’est sensible qu’aux processus qui sont actifs lors du contrôle.
En industrie, l’émission acoustique présente un certain nombre d’avantages parmi lesquels :
- La possibilité d’effectuer une évaluation globale de l’intégrité d’une structure ;
- La possibilité de contrôler des structures en service en minimisant l’interruption de production ;
- La rapidité du contrôle.

Comme pour les autres méthodes de contrôle non destructif, la compétence des agents réalisant des contrôles par EA peut être attestée par une certification de niveau I, II ou III. Les organismes certificateurs nationaux font désormais généralement référence à la norme ISO 9712 ; les États-Unis ont leur propre référentiel de certification (ASNT).